# San Germano dei Berici
San Germano dei Berici là một đô thị tại tỉnh Vicenza ở vùng Veneto, Ý.
Đô thị này có diện tích 15 km2, dân số là 1167 người (thời điểm 28 tháng 2 năm 2007)